# Пфаффенгофен-ан-дер-Рот
Пфаффенгофен-ан-дер-Рот (нім. Pfaffenhofen an der Roth) — громада в Німеччині, знаходиться в землі Баварія. Підпорядковується адміністративному округу Швабія. Входить до складу району Ной-Ульм. Центр об'єднання громад Пфаффенгофен.
Площа — 42,66 км2. Населення становить 7271 ос. (станом на 31 грудня 2020).

## Географія

### Сусідні міста та громади
Пфаффенгофен-ан-дер-Рот межує з 4 містами / громадами:
- Ной-Ульм
- Нерзінген
- Біберталь
- Вайсенгорн